# Enric Matalí i Timoneda
Enric Matalí i Timoneda (València, 19 de desembre de 1903 - 30 de desembre de 1984) fou un defensor de la llengua i la cultura valenciana.

## Biografia
Va néixer al carrer del Mar 74, 4t pis, fill gran del matrimoni d'Enric Matalí i Huguet,  serraller valencià amb taller propi especialitzat en caixa de cabals i de família oriünda de Xàtiva, i Isabel Timoneda i Alcober, natural de la Vall de Tormo, a la  comarca aragonesa de la Matarranya, de  parla catalana .
La bona posició econòmica de la família li va permetre estudiar a l'Aliança Francesa, aspirant a estudiar medicina, com el seu grup de companys d'estudis, molts dels quals van arribar a ser metges com Miguel González Gramage. La mort en 1921 del seu pare per les conseqüències d'un accident laboral, va forçar a abandonar els seus estudis i la família es va veure en la necessitat de canviar de domicili. Enric Matalí va haver de buscar ocupació, en el que va comptar amb l'ajuda de González Gramage. Va entrar a treballar per a un terratinent i comerciant de vins, Joaquín Rodrigo Peirats, oncle del  Mestre Rodrigo.
Va ser fervent republicà, però com el seu pare, professava el catolicisme. En 1934 va casar amb Amèlia Castelló. Van tenir una filla que va néixer al desembre de 1936. Tot i que no havia realitzat el servei militar per ser fill de vídua, va ser mobilitzat, sent assignat a les oficines d'Armament i Construcció.
A la  postguerra es va veure obligat a prendre una segona feina, ja que a més de la seva dona i filla, havia de mantenir a una cunyada vídua i la seva filla. Malgrat el seu republicanisme, el fet de no haver militat en cap organització li evita les represàlies que pateixen alguns dels seus familiars.
A inicis dels  anys seixanta va quedar a l'atur. Va constituir amb el seu gendre una empresa comercial. Amb aquest canvi va aconseguir estabilitat econòmica i establir contactes amb persones de la vida cultural catalana, en particular amb Òmnium Cultural. La millor situació econòmica li permet dedicar més temps a les seves tasques a la Filharmònica i com a cronista d'Ènova.
Va ser soci de Lo Rat Penat fins a la seva mort, encara no estant d'acord amb les qüestions ortogràfiques posteriors.
Va morir el 30 de desembre de 1984, pocs mesos després de veure complert el seu desig de visitar Salzburg, ciutat de Mozart. La Junta de Govern de Lo Rat Penat, el dia 17 de gener de 1985, sota la presidència de Joan Gil i Barberà i la secretaria de Vicent Ramos i Catalayud, va expressar el seu condol per la seva mort.

## Vida pública
La seua vida pública està marcada per la cultura valenciana i el valencià. Des de molt jove pertany a la Sociedad Filarmónica de Valencia i prengué part en diverses Juntes Directives (en va arribar a ser vicesecretari). El 1950 es fa membre del Centre de Cultura Valenciana i Cronista Oficial de l'Ènova.

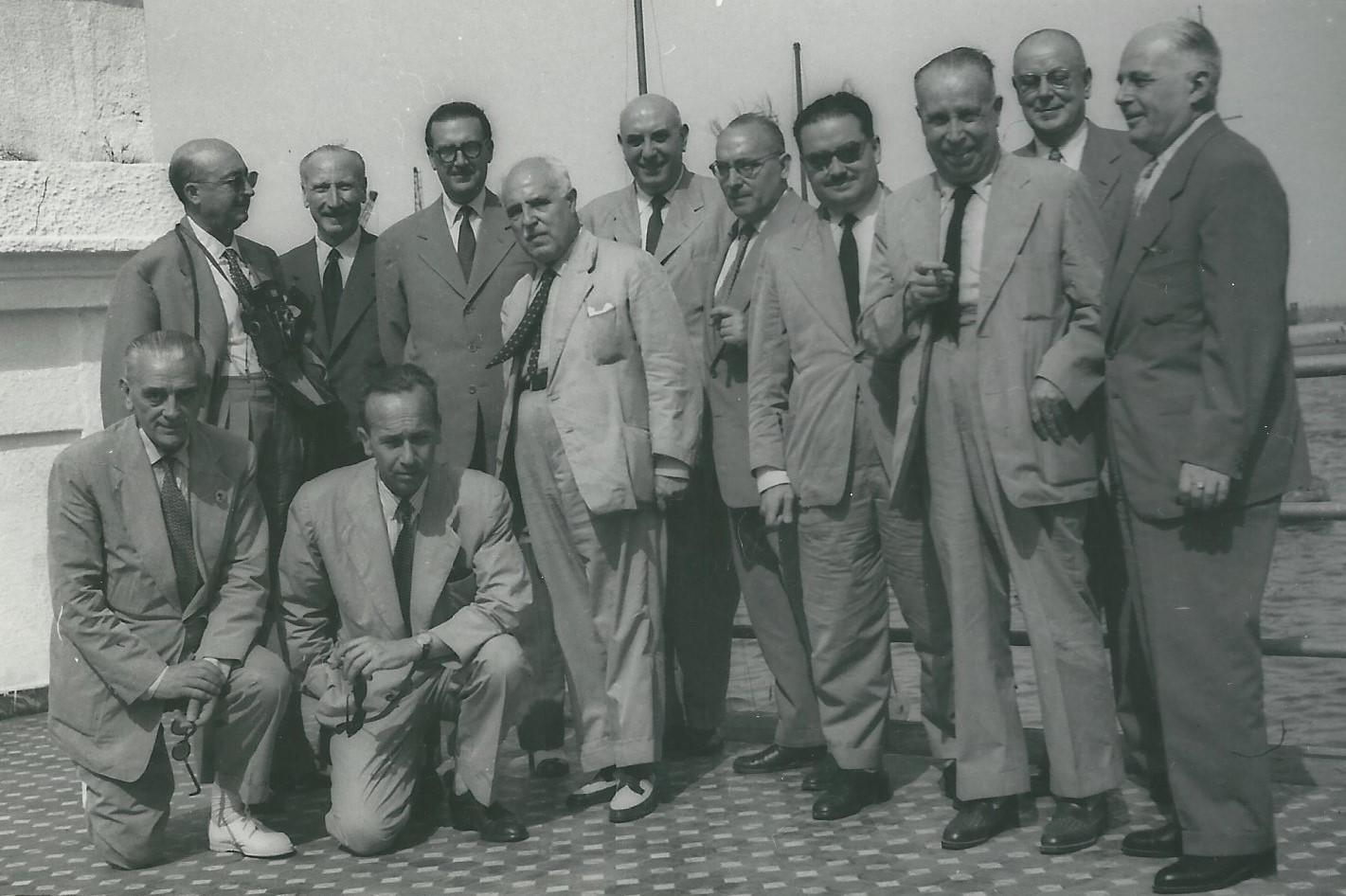
Junta de Govern de la Societat Filharmònica de València el 1956.
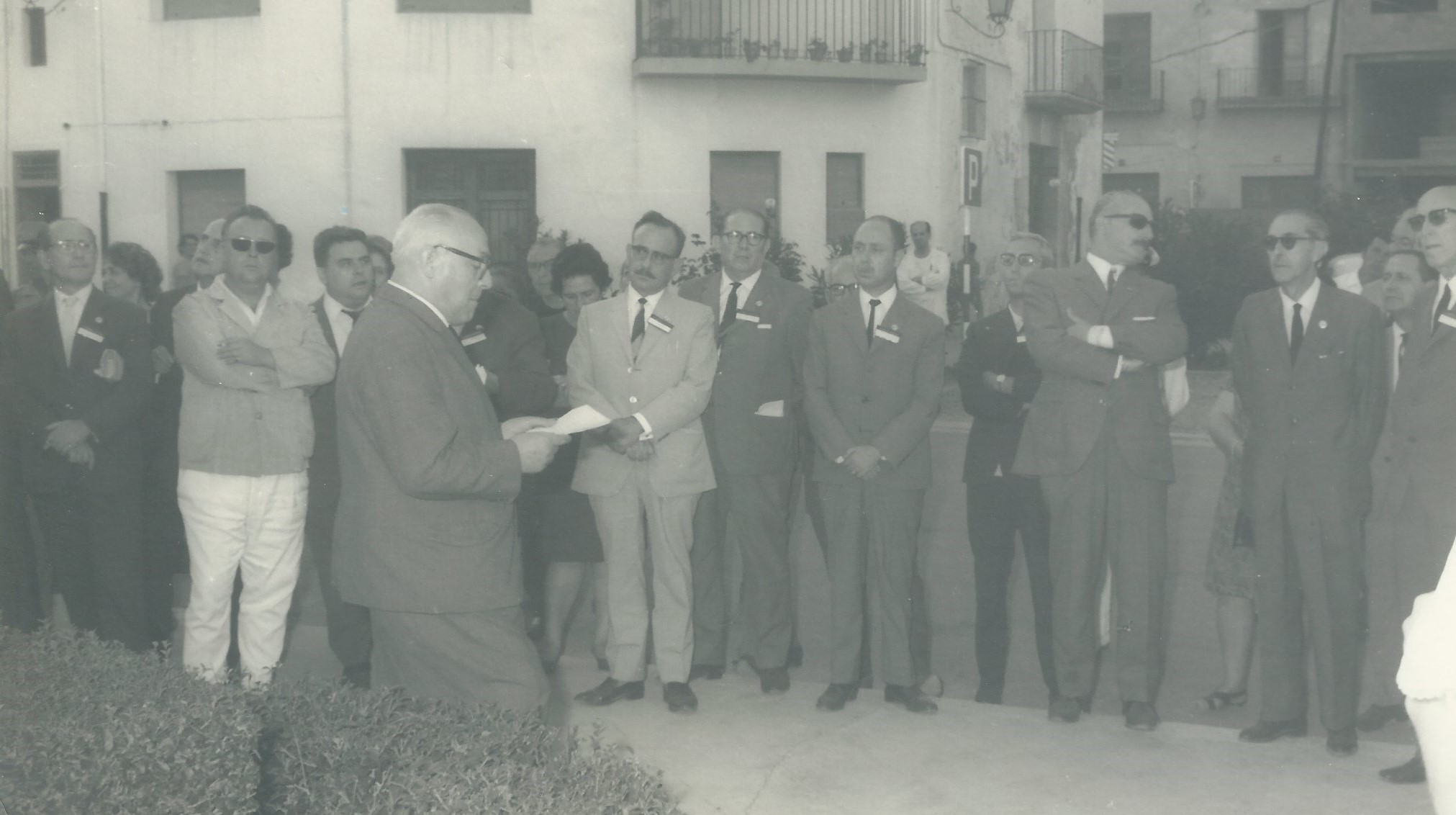
Reunió de Cronistes del Regne a Vinaròs.
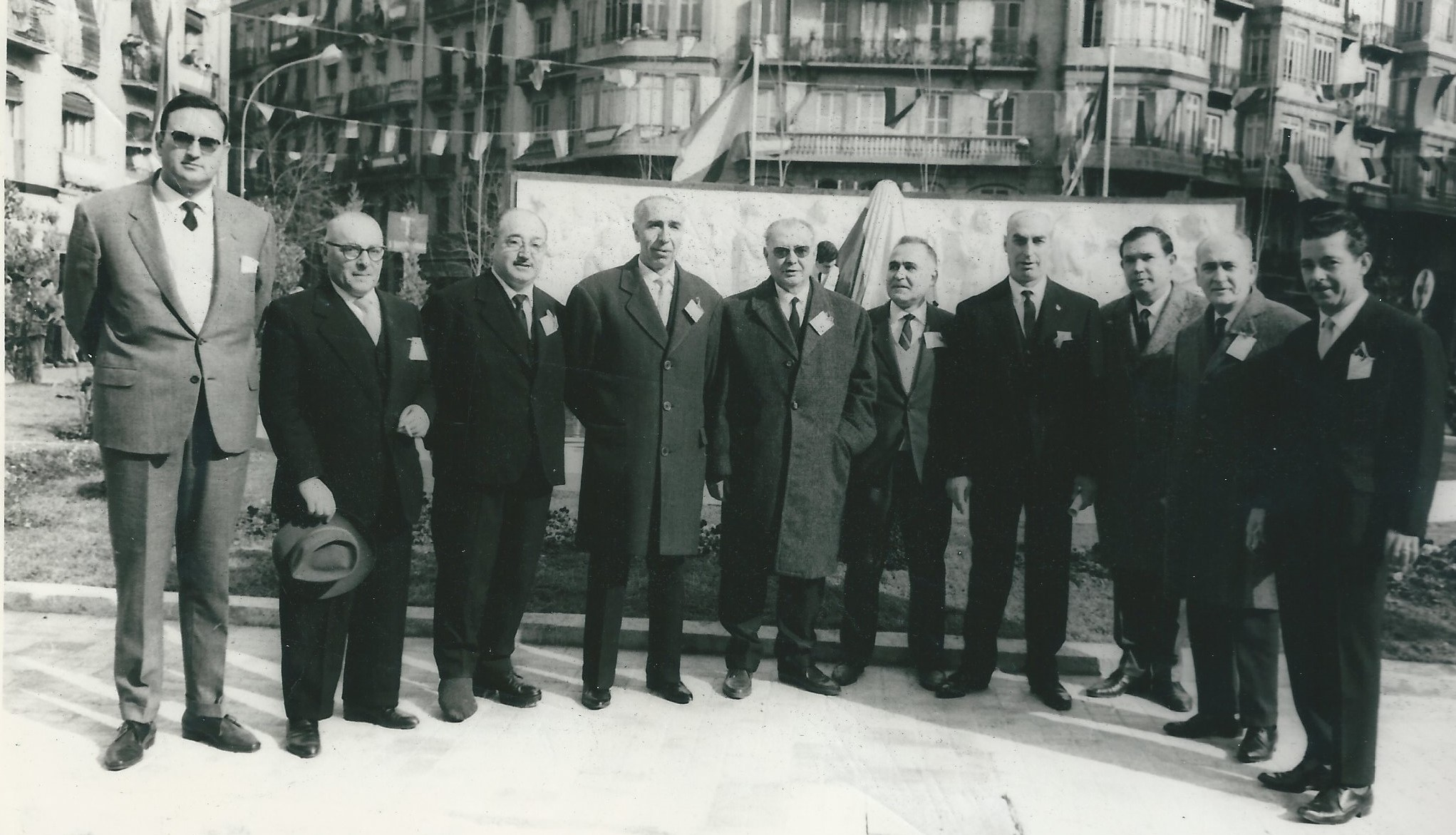
Inauguració monument a Serrano febrer de 1965.
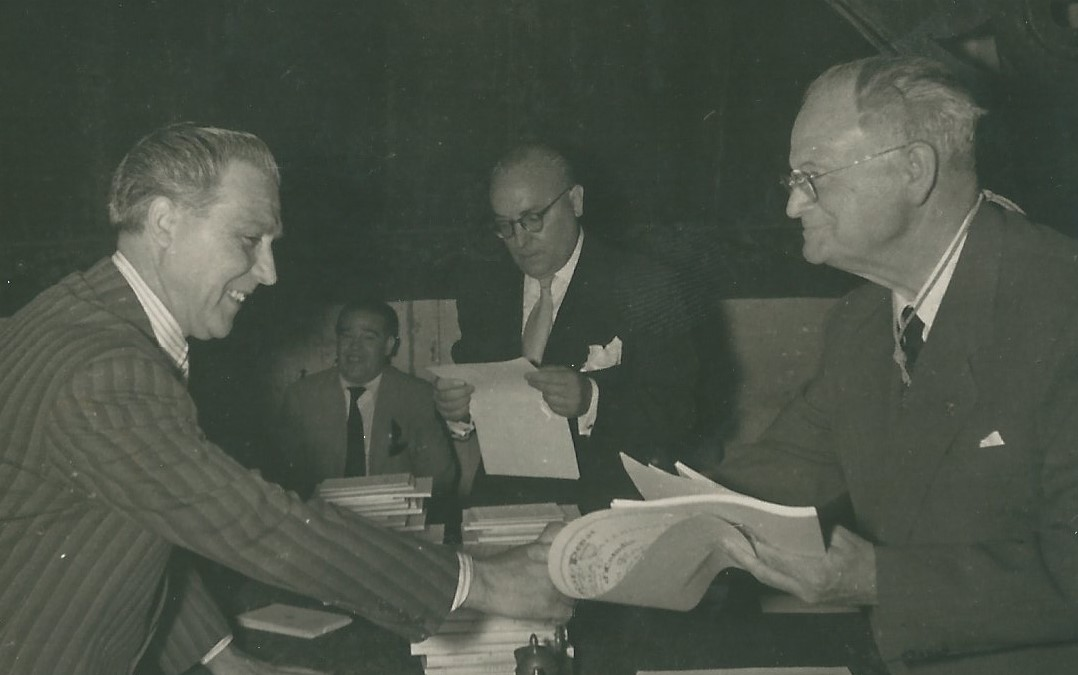
Entrega de certificats en l'acte de clausura dels cursos de Lo Rat-Penat de 1955.
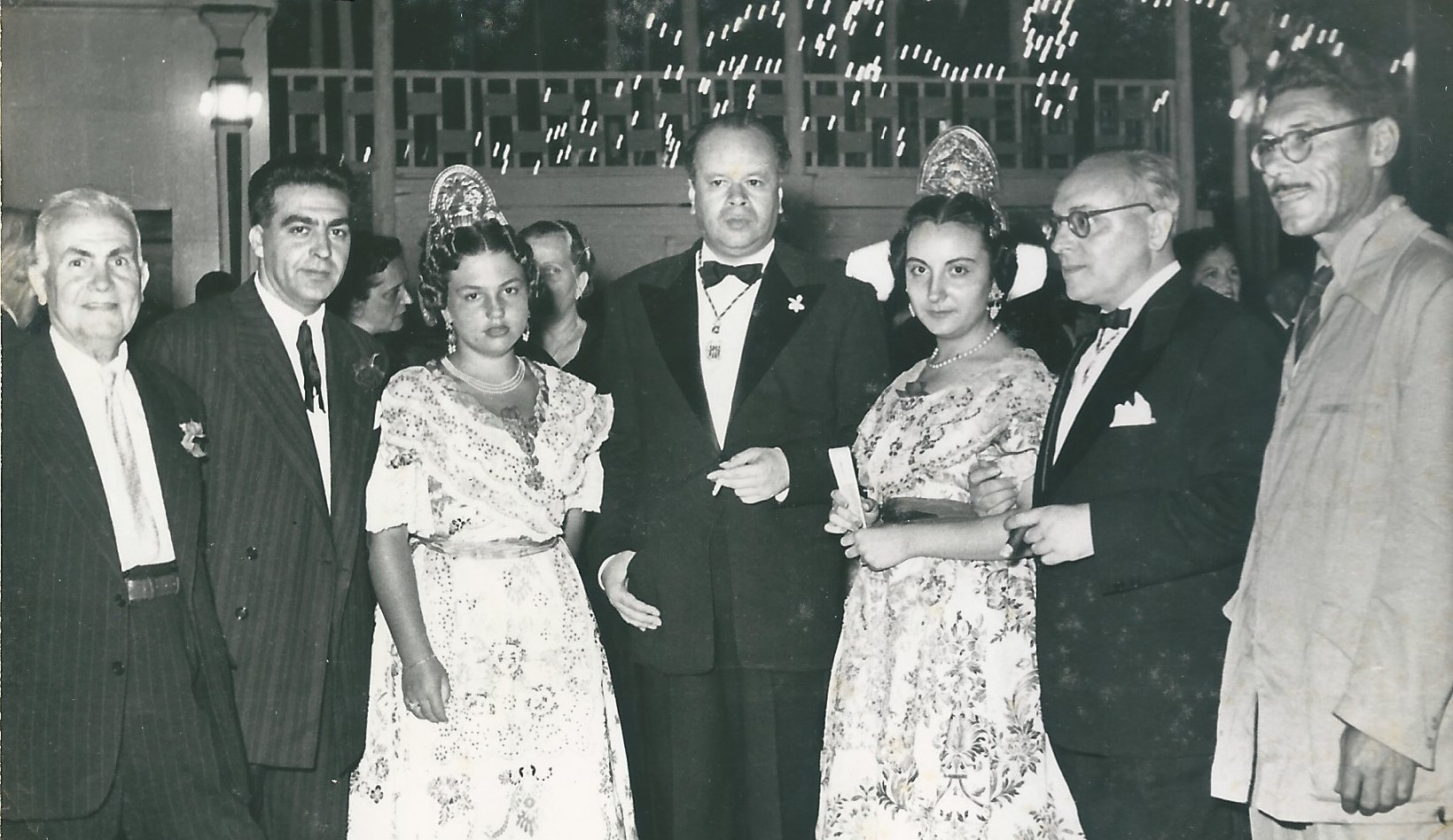
Jocs Florals de 1956 amb Josep Cervera i Grifol i Ricard Sanmartín Bargues que feu de mantenidor de l'acte.

A la societat Lo Rat Penat de València, sota la presidència de Manuel González Martí organitza junt amb Carles Salvador i Gimeno els Cursos de Llengua Valenciana, i es feu càrrec de la secretaria. Fou l'ànima i motor dels cursos durant vint-i-cinc anys. El 13 de febrer de 1955 i encara sota la presidència de Manuel González Martí, fou nomenat secretari de l'entitat. El 19 de juny de 1960 tingué un homenatge per la seua tasca.
Fou deixeble del professor Manuel Sanchis Guarner, al curs 1954-1955 que va impartir a la Facultat de Filosofia i Lletres de la Universitat Literària de València.
Amb Emili Beüt i Belenguer, formà part de l'Institut d'Estudis Valencians, però no es dona de baixa de Lo Rat Penat encara que discrepà de la nova orientació ortogràfica, ja que fou fidel a les Normes de Castelló. La Junta de Govern el dia 17 de gener de 1985, sota la presidència de Joan Gil i Barbera i la Secretaria de Vicent Ramos i Calatayud expressà les seues condolences per la seva mort. L'any 1962, per designació de Gaietà Huguet i Segarra, fou membre de la Fundació Gaietà Huguet, a Castelló.
Tota la documentació dels cursos de valencià que es van portar a terme entre 1951 i 1978 a Lo Rat Penat que va anant arreglegant al llarg dels anys estigué guardada després de la seua mort al domicili de la seua única filla. El 23 de novembre de 2013 la família d'Enric Matalí lliurà a la fundació que conserva la documentació de Carles Salvador a Benassal, tota la documentació esmentada. Els actes de lliurament van comptar amb l'alcalde de Benassal, que presideix la fundació, l'editor de l'entitat Pere-Enric Barreda, el vicepresident Vicent Pitarch, delegat de l'Institut d'Estudis Catalans (IEC) a Castelló i el mateix president de l'IEC Joan Domènech Ros. L'acte també va comptar amb representants de diferents universitats dels Països Catalans i entitats culturals com ara El Pont Cooperativa de Lletres i Maestrat Viu.